# Volta a Portugal de 2009
A 71ª edição da Volta a Portugal em Bicicleta foi disputada entre 5 e 16 de Agosto de 2009, num total de 10 etapas e um Prólogo, com um dia de descanso pelo meio.
A principal novidade da prova foi o prólogo, que se disputou em plena Avenida da Liberdade, em Lisboa, o que constitui a primeira passagem da Volta a Portugal por Lisboa desde 2006, com uma chegada a Belém na edição desse ano.
Embora no final o vencedor tenha sido Nuno Ribeiro, este seria mais tarde desclassificado por acusar positivo num controlo antidoping, sendo assim o atribuído o 1º lugar ao corredor do Palmeiras Resort/Prio/Tavira David Blanco.

## Equipas
Em Julho de 2009 foram confirmadas as equipas participantes na Volta a Portugal 2009. Foram elas:
| Categoria                    | Equipa                       | Sigla |
| ---------------------------- | ---------------------------- | ----- |
| UCI ProTour                  | Lampre-NGC                   | LAM   |
| UCI Continental Profissional | Andalucía-Cajasur            | ACA   |
| UCI Continental Profissional | Contentpolis-Ampo            | MCO   |
| UCI Continental Profissional | ISD-NERI                     | ISD   |
| UCI Continental Profissional | Landbouwkrediet              | LAN   |
| UCI Continental Profissional | PSK Whirlpool-Author         | PSK   |
| UCI Continental Profissional | LPR Brakes                   | LPR   |
| UCI Continental Profissional | Xacobeo-Galicia              | XGZ   |
| UCI Continental              | Palmeiras Resort-Tavira      | PRT   |
| UCI Continental              | Liberty Seguros              | LSE   |
| UCI Continental              | Madeinox-Boavista            | MAD   |
| UCI Continental              | LA Alumínios-Rota dos Móveis | LRM   |
| UCI Continental              | Barbot-Siper                 | BSP   |
| UCI Continental              | CC Loulé-Louletano-Aquashow  | CCL   |

## Favoritos
Dos vários corredores, os mais apontados para a vitória final na prova, à partida, eram:
- Hector Guerra (Liberty Seguros)
- Ruben Plaza (Liberty Seguros)
- Nuno Ribeiro (Liberty Seguros)
- David Blanco (Palmeiras-Resort-Prio-Tavira)
- Cândido Barbosa (Palmeiras-Resort-Prio-Tavira)
- João Cabreira (Centro de Ciclismo de Loulé-Louletano-Aquashow)
- Tiago Machado (Madeinox-Boavista)
- Damiano Cunego (Lampre-NGC)

A negrito, os vencedores de edições anteriores da Volta a Portugal

## Etapas
| Detalhe             | Data         | Cidades da etapa                                                                     | km                                  | Vencedor da etapa                   | Equipa                                         | Líder da classificação geral | Equipa                       | Equipa Líder da classificação geral |
| Prólogo             | 5 de Agosto  | Lisboa-Lisboa (Av. da Liberdade)                                                     | 2.4 km                              | Cândido Barbosa                     | Palmeiras-Resort-Prio-Tavira                   | Cândido Barbosa              | Palmeiras-Resort-Prio-Tavira | Liberty Seguros                     |
| 1ª etapa            | 6 de Agosto  | Caldas da Rainha-Castelo Branco                                                      | 228.7 km                            | Manuel Cardoso                      | Liberty Seguros                                | Manuel Cardoso               | Liberty Seguros              | Liberty Seguros                     |
| 2ª etapa            | 07 de Agosto | Idanha-a-Nova-Guarda                                                                 | 175.0 km                            | Cândido Barbosa                     | Palmeiras-Resort-Prio-Tavira                   | Cândido Barbosa              | Palmeiras-Resort-Prio-Tavira | Liberty Seguros                     |
| 3ª etapa            | 8 de Agosto  | Fundão-Gouveia                                                                       | 164.3 km                            | Patrik Sinkewitz                    | PSK Whirlpool-Author                           | Cândido Barbosa              | Palmeiras-Resort-Prio-Tavira | Liberty Seguros                     |
| 4ª etapa            | 9 de Agosto  | Trancoso-Mondim de Basto (Alto da Sra. da Graça)                                     | 158.1 km                            | João Cabreira                       | Centro de Ciclismo de Loulé-Louletano-Aquashow | Nuno Ribeiro                 | Liberty Seguros              | Palmeiras-Resort-Prio-Tavira        |
| Dia de descanso     | 10 de Agosto | Dia de Descanso - 3ª Etapa da Volta                                                  | Dia de Descanso - 3ª Etapa da Volta | Dia de Descanso - 3ª Etapa da Volta | Dia de Descanso - 3ª Etapa da Volta            | Nuno Ribeiro                 | Liberty Seguros              | Palmeiras-Resort-Prio-Tavira        |
| 5ª etapa            | 11 de Agosto | Felgueiras-Fafe                                                                      | 184.6 km                            | Antonio Piedra                      | Andalucia-Cajasur                              | Nuno Ribeiro                 | Liberty Seguros              | Palmeiras-Resort-Prio-Tavira        |
| 6ª etapa            | 12 de Agosto | Barcelos-Santo Tirso (Alto da Nossa Senhora da Assunção)                             | 174.6 km                            | Eladio Jiménez                      | Centro de Ciclismo de Loulé-Louletano-Aquashow | Nuno Ribeiro                 | Liberty Seguros              | Palmeiras-Resort-Prio-Tavira        |
| 7ª etapa            | 13 de Agosto | Póvoa de Varzim-São João da Madeira                                                  | 161.8 km                            | Danilo Hondo                        | PSK Whirlpool-Author                           | Nuno Ribeiro                 | Liberty Seguros              | Palmeiras-Resort-Prio-Tavira        |
| 8ª etapa            | 14 de Agosto | Gondomar-Aveiro                                                                      | 166.1 km                            | Oleg Chuzhda                        | Contenpolis – Ampo                             | Nuno Ribeiro                 | Liberty Seguros              | Palmeiras-Resort-Prio-Tavira        |
| 9ª etapa            | 15 de Agosto | Oliveira do Bairro-Seia (Serra da Estrela, Alto da Torre)                            | 154.6 km                            | Nuno Ribeiro                        | Liberty Seguros                                | Nuno Ribeiro                 | Liberty Seguros              | Palmeiras-Resort-Prio-Tavira        |
| 10ª etapa           | 16 de Agosto | Viseu-Viseu                                                                          | 30.8 km                             | Hector Guerra                       | Liberty Seguros                                | Nuno Ribeiro                 | Liberty Seguros              | Palmeiras-Resort-Prio-Tavira        |
| Etapa da Volta      | 10 de Agosto | Lixa (Praça do Comércio da Lixa)-Felgueiras-Fafe-Felgueiras (Alto de Santa Quitéria) | 67.0 km                             | Jorge Santos                        | XPZ-Bona-C.D. Navais                           | — *¹                         | — *¹                         | — *¹                                |
| Mini-Etapa da Volta | 10 de Agosto | Lixa (Praça do Comércio da Lixa)-Felgueiras-Fafe-Felgueiras (Alto de Santa Quitéria) | 10.0 km                             | Jorge Santos                        | XPZ-Bona-C.D. Navais                           | — *²                         | — *²                         | — *²                                |

*¹ - "Etapa" realizada no Dia de Descanso, que é um "passatempo" para os cicloturistas, que se devem inscrever atempadamente se quiserem participar nesta "etapa".
*¹ - À semelhança da Etapa da Volta esta é uma "etapa" realizada no Dia de Descanso, que é um "passatempo" para todos os que se preocupam com o bem-estar físico, independentemente das suas capacidades físicas.

## Líderes por Etapa/Evolução das Camisolas[6]
| Classificação                       | Prólogo               | Etapa 1               | Etapa 2               | Etapa 3                | Etapa 4                      | Etapa 5                      | Etapa 6                      | Etapa 7                      | Etapa 8                      | Etapa 9                      | Etapa 10                     |
| ----------------------------------- | --------------------- | --------------------- | --------------------- | ---------------------- | ---------------------------- | ---------------------------- | ---------------------------- | ---------------------------- | ---------------------------- | ---------------------------- | ---------------------------- |
| Vencedor da Etapa                   | Cândido Barbosa (PRT) | Manuel Cardoso (LSE)  | Cândido Barbosa (PRT) | Patrik Sinkewitz (PSK) | João Cabreira (CCL)          | Antonio Piedra (ACA)         | Eladio Jiménez (CCL)         | Danilo Hondo (PSK)           | Oleg Chuzhda (MCO)           | Nuno Ribeiro (LSE)           | Hector Guerra (LSE)          |
| Geral Individual (Camisola Amarela) | Cândido Barbosa (PRT) | Manuel Cardoso (LSE)  | Cândido Barbosa (PRT) | Cândido Barbosa (PRT)  | Nuno Ribeiro (LSE)           | Nuno Ribeiro (LSE)           | Nuno Ribeiro (LSE)           | Nuno Ribeiro (LSE)           | Nuno Ribeiro (LSE)           | Nuno Ribeiro (LSE)           | Nuno Ribeiro (LSE)           |
| Pontos (Camisola Branca)            | Cândido Barbosa (PRT) | Cândido Barbosa (PRT) | Cândido Barbosa (PRT) | Cândido Barbosa (PRT)  | Cândido Barbosa (PRT)        | Cândido Barbosa (PRT)        | Cândido Barbosa (PRT)        | Cândido Barbosa (PRT)        | Cândido Barbosa (PRT)        | Cândido Barbosa (PRT)        | Cândido Barbosa (PRT)        |
| Montanha (Camisola Verde)           | N/A                   | Oleg Chuzhda (MCO)    | Hélder Oliveira (BSP) | Sérgio Sousa (MAD)     | Sérgio Sousa (MAD)           | Sérgio Sousa (MAD)           | Sérgio Sousa (MAD)           | Sérgio Sousa (MAD)           | Sérgio Sousa (MAD)           | Nuno Ribeiro (LSE)           | Nuno Ribeiro (LSE)           |
| Juventude (Camisola Laranja)        | Tiago Machado (MAD)   | Tiago Machado (MAD)   | Nélson Rocha (MAD)    | Nélson Rocha (MAD)     | Tiago Machado (MAD)          | Tiago Machado (MAD)          | Tiago Machado (MAD)          | Tiago Machado (MAD)          | Oleg Chuzhda (MCO)           | Tiago Machado (MAD)          | Tiago Machado (MAD)          |
| Equipas                             | Liberty Seguros       | Liberty Seguros       | Liberty Seguros       | Liberty Seguros        | Palmeiras-Resort-Prio-Tavira | Palmeiras-Resort-Prio-Tavira | Palmeiras-Resort-Prio-Tavira | Palmeiras-Resort-Prio-Tavira | Palmeiras-Resort-Prio-Tavira | Palmeiras-Resort-Prio-Tavira | Palmeiras-Resort-Prio-Tavira |
| Classificação                       | Prólogo               | Etapa 1               | Etapa 2               | Etapa 3                | Etapa 4                      | Etapa 5                      | Etapa 6                      | Etapa 7                      | Etapa 8                      | Etapa 9                      | Etapa 10                     |

Nota: Entre parêntesis a sigla da Equipa

## Classificação das Etapas
Nota: Os três primeiros classificados de cada etapa recebem uma bonificação de tempo, à excepção do Prólogo e do Contra-Relógio Individual da última etapa. O 1º classificado tem 10 segundos de bonificação; o 2º classificado tem 6 segundos de bonificação; e o 3º classificado tem 4 segundos de bonificação.

### Prólogo[7]
| Pos | Ciclista        | País     | Equipa                       | Tempo    |
| --- | --------------- | -------- | ---------------------------- | -------- |
| 1   | Cândido Barbosa | Portugal | Palmeiras-Resort-Prio-Tavira | 00:02:56 |
| 2   | Filipe Cardoso  | Portugal | Liberty Seguros              | m.t.     |
| 3   | Danilo Hondo    | Alemanha | PSK Whirlpool-Author         | a 1s     |
| 4   | David Herrero   | Espanha  | Xacobeo-Galicia              | a 1s     |
| 5   | Manuel Cardoso  | Portugal | Liberty Seguros              | a 1s     |
| 6   | Ruben Plaza     | Espanha  | Liberty Seguros              | a 1s     |
| 7   | Hector Guerra   | Espanha  | Liberty Seguros              | a 2s     |
| 8   | Tiago Machado   | Portugal | Madeinox-Boavista            | a 2s     |
| 9   | Eloy Teruel     | Espanha  | Contentoplis-Ampo            | a 3s     |
| 10  | Hugo Sabido     | Portugal | LA Alumínios-Rota dos Móveis | a 3s     |

### Etapa 1[8]
| Pos | Ciclista               | País     | Equipa                                         | Tempo    |
| --- | ---------------------- | -------- | ---------------------------------------------- | -------- |
| 1   | Manuel Cardoso         | Portugal | Liberty Seguros                                | 5h27m57s |
| 2   | Cândido Barbosa        | Portugal | Palmeiras-Resort-Prio-Tavira                   | m.t.     |
| 3   | Francisco José Pacheco | Espanha  | Contentoplis-Ampo                              | m.t.     |
| 4   | Pedro Lopes            | Portugal | Centro de Ciclismo de Loulé-Louletano-Aquashow | m.t.     |
| 5   | Bruno Pires            | Portugal | Barbot-Siper                                   | m.t.     |
| 6   | Hector Guerra          | Espanha  | Liberty Seguros                                | m.t.     |
| 7   | Filipe Cardoso         | Portugal | Liberty Seguros                                | m.t.     |
| 8   | Luís Pinheiro          | Portugal | Madeinox-Boavista                              | m.t.     |
| 9   | Danilo Hondo           | Alemanha | PSK Whirlpool-Author                           | m.t.     |
| 10  | Mauro Santambrogio     | Itália   | Lampre-NGC                                     | m.t.     |

### Etapa 2[9]
| Pos | Ciclista           | País                     | Equipa                                         | Tempo   |
| --- | ------------------ | ------------------------ | ---------------------------------------------- | ------- |
| 1   | Cândido Barbosa    | Portugal (Sigla do País) | Palmeiras-Resort-Prio-Tavira                   | 5:00:07 |
| 2   | Mauro Santambrogio | Itália                   | Lampre-NGC                                     | m.t.    |
| 3   | Hector Guerra      | Espanha                  | Liberty Seguros                                | a 1s    |
| 4   | Danail Petrov      | Bulgária                 | Madeinox-Boavista                              | a 1s    |
| 5   | Damiano Cunego     | Itália                   | Lampre-NGC                                     | a 3s    |
| 6   | David Bernabéu     | Espanha                  | Barbot-Siper                                   | a 3s    |
| 7   | Eladio Jímenez     | Espanha                  | Centro de Ciclismo de Loulé-Louletano-Aquashow | a 3s    |
| 8   | Hugo Sabido        | Portugal                 | LA Alumínios-Rota dos Móveis                   | a 3s    |
| 9   | Bruno Pires        | Portugal                 | Barbot-Siper                                   | a 3s    |
| 10  | Nuno Ribeiro       | Portugal                 | Liberty Seguros                                | a 3s    |

### Etapa 3
| Pos | Ciclista           | País     | Equipa                       | Tempo   |
| --- | ------------------ | -------- | ---------------------------- | ------- |
| 1   | Patrik Sinkewitz   | Alemanha | PSK Whirlpool-Author         | 4:07:12 |
| 2   | Ruslan Idgornyy    | Ucrânia  | ISD-Neri                     | a 9s    |
| 3   | Tiago Machado      | Portugal | Madeinox-Boavista            | a 9s    |
| 4   | Danilo Hondo       | Alemanha | PSK Whirlpool-Author         | a 13s   |
| 5   | Bruno Pires        | Portugal | Barbot-Siper                 | a 13s   |
| 6   | Danail Petrov      | Bulgária | Madeinox-Boavista            | a 13s   |
| 7   | Ruben Plaza        | Espanha  | Liberty Seguros              | a 13s   |
| 8   | Cândido Barbosa    | Portugal | Palmeiras-Resort-Prio-Tavira | a 13s   |
| 9   | Hector Guerra      | Espanha  | Liberty Seguros              | a 13s   |
| 10  | Mauro Santambrogio | Itália   | Lampre-NGC                   | a 13s   |

### Etapa 4[10]
| Pos | Ciclista         | País     | Equipa                                         | Tempo    |
| --- | ---------------- | -------- | ---------------------------------------------- | -------- |
| 1   | João Cabreira    | Portugal | Centro de Ciclismo de Loulé-Louletano-Aquashow |          |
| 2   | Nuno Ribeiro     | Portugal | Liberty Seguros                                | m.t.     |
| 3   | André Cardoso    | Portugal | Palmeiras-Resort-Prio-Tavira                   | a 39s    |
| 4   | Nélson Vitorino  | Portugal | Palmeiras-Resort-Prio-Tavira                   | a 43s    |
| 5   | Patrik Sinkewitz | Alemanha | PSK Whirlpool-Author                           | a 43s    |
| 6   | David Bernabéu   | Espanha  | Barbot-Siper                                   | a 43s    |
| 7   | Ruslan Pidgornyy | Ucrânia  | ISD-Neri                                       | a 01m00s |
| 8   | Hugo Sabido      | Portugal | LA Alumínios-Rota dos Móveis                   | a 01m09s |
| 9   | Damiano Cunego   | Itália   | Lampre-NGC                                     | a 01m25s |
| 10  | David Blanco     | Espanha  | Palmeiras-Resort-Prio-Tavira                   | a 01m49s |

### Etapa 5[11]
| Classificação da Etapa | Classificação da Etapa | Classificação da Etapa | Classificação da Etapa | Classificação da Etapa |
| ---------------------- | ---------------------- | ---------------------- | ---------------------- | ---------------------- |
| Pos                    | Ciclista               | País                   | Equipa                 | Tempo                  |
| 1                      | Antonio Piedra         | Espanha                | ACA                    | 4h34m33s               |
| 2                      | José Lopez             | Espanha                | ACA                    | m.t.                   |
| 3                      | Mauro Santambrogio     | Itália                 | LAM                    | a 6s                   |
| 4                      | Hugo Sabido            | Portugal               | LRM                    | m.t.                   |
| 5                      | Manuel Cardoso         | Portugal               | LSE                    | m.t.                   |
| 6                      | Danilo Hondo           | Alemanha               | PSK                    | m.t.                   |
| 7                      | David Blanco           | Espanha                | PRT                    | m.t.                   |
| 8                      | Ruben Plaza            | Espanha                | LSE                    | m.t.                   |
| 9                      | Cândido Barbosa        | Portugal               | PRT                    | m.t.                   |
| 10                     | Eládio Jimenez         | Espanha                | CCL                    | m.t.                   |

| Classificação Geral Individual | Classificação Geral Individual | Classificação Geral Individual | Classificação Geral Individual | Classificação Geral Individual |
| ------------------------------ | ------------------------------ | ------------------------------ | ------------------------------ | ------------------------------ |
| Pos                            | Ciclista                       | País                           | Equipa                         | Tempo                          |
| 1                              | Nuno Ribeiro                   | Portugal                       | LSE                            | 23h22m18s                      |
| 2                              | João Cabreira                  | Portugal                       | CCL                            | a 2 segundos                   |
| 3                              | David Bernabéu                 | Espanha                        | BSP                            | a 46s                          |
| 4                              | Ruslan Pidgornyy               | Ucrânia                        | ISD                            | a 59s                          |
| 5                              | Hugo Sabido                    | Portugal                       | LRM                            | a 1m02s                        |
| 6                              | André Cardoso                  | Portugal                       | PRT                            | a 1m11s                        |
| 7                              | Patrik Sikewitz                | Alemanha                       | PSK                            | a 1m22s                        |
| 8                              | Nélson Vitorino                | Portugal                       | PRT                            | a 1m20s                        |
| 9                              | David Blanco                   | Espanha                        | PRT                            | a 1m49                         |
| 10                             | Rúben Plaza                    | Espanha                        | LSE                            | a 2m00s                        |

### Etapa 6[11]
| Classificação da Etapa | Classificação da Etapa | Classificação da Etapa | Classificação da Etapa | Classificação da Etapa |
| ---------------------- | ---------------------- | ---------------------- | ---------------------- | ---------------------- |
| Pos                    | Ciclista               | País                   | Equipa                 | Tempo                  |
| 1                      | Eladio Jimenez         | Espanha                | CCL                    | 4h21m09s               |
| 2                      | Rúben Plaza            | Espanha                | LSE                    | a 12s                  |
| 3                      | David Blanco           | Espanha                | PRT                    | a 14s                  |
| 4                      | Paolo Tiralongo        | Itália                 | LAM                    | m.t.                   |
| 5                      | Nuno Ribeiro           | Portugal               | LSE                    | m.t.                   |
| 6                      | Virgílio Santos        | Portugal               | LRM                    | a 17s                  |
| 7                      | Constantino Zabala     | Espanha                | LRM                    | m.t.                   |
| 8                      | Tiago Machado          | Portugal               | MAD                    | m.t.                   |
| 9                      | João Cabreira          | Portugal               | CCL                    | m.t.                   |
| 10                     | Patriki Sinkewitz      | Alemanha               | PSK                    | a 22s                  |

| Classificação Geral Individual | Classificação Geral Individual | Classificação Geral Individual | Classificação Geral Individual | Classificação Geral Individual |
| ------------------------------ | ------------------------------ | ------------------------------ | ------------------------------ | ------------------------------ |
| Pos                            | Ciclista                       | País                           | Equipa                         | Tempo                          |
| 1                              | Nuno Ribeiro                   | Portugal                       | LSE                            | 27h43m39s                      |
| 2                              | João Cabreira                  | Portugal                       | CCL                            | a 7 segundos                   |
| 3                              | David Bernabéu                 | Espanha                        | BSP                            | a 57s                          |
| 4                              | Patrik Sinkewitz               | Alemanha                       | PSK                            | a 1m32s                        |
| 5                              | André Cardoso                  | Portugal                       | PRT                            | a 1m38s                        |
| 6                              | David Blanco                   | Espanha                        | PRT                            | a 1m47s                        |
| 7                              | Nélson Vitorino                | Portugal                       | PRT                            | a 1m49s                        |
| 8                              | Eladio Jimenez                 | Espanha                        | CCL                            | a 1m53s                        |
| 9                              | Rúben Plaza                    | Espanha                        | LSE                            | a 1m54s                        |
| 10                             | Virgilio Santos                | Portugal                       | LRM                            | a 2m06s                        |

### Etapa 7[11]
| Classificação da Etapa | Classificação da Etapa | Classificação da Etapa | Classificação da Etapa | Classificação da Etapa |
| ---------------------- | ---------------------- | ---------------------- | ---------------------- | ---------------------- |
| Pos                    | Ciclista               | País                   | Equipa                 | Tempo                  |
| 1                      | Danilo Hondo           | Alemanha               | PSK                    | 4h07m04s               |
| 2                      | Cândido Barbosa        | Portugal               | PRT                    | m.t.                   |
| 3                      | Mauro Santambrogio     | Itália                 | LAM                    | m.t.                   |
| 4                      | Manuel Cardoso         | Portugal               | LSE                    | m.t.                   |
| 5                      | Sérgio Ribeiro         | Portugal               | BSP                    | m.t.                   |
| 6                      | César Quitério         | Portugal               | CCL                    | m.t.                   |
| 7                      | Tiago Machado          | Portugal               | MAD                    | m.t.                   |
| 8                      | Frédéric Amorison      | Bélgica                | LAN                    | m.t.                   |
| 9                      | Héctor Guerra          | Portugal               | LSE                    | m.t.                   |
| 10                     | Hugo Sabido            | Portugal               | LRM                    | a 22s                  |

| Classificação Geral Individual | Classificação Geral Individual | Classificação Geral Individual | Classificação Geral Individual | Classificação Geral Individual |
| ------------------------------ | ------------------------------ | ------------------------------ | ------------------------------ | ------------------------------ |
| Pos                            | Ciclista                       | País                           | Equipa                         | Tempo                          |
| 1                              | Nuno Ribeiro                   | Portugal                       | LSE                            | 31h50m43s                      |
| 2                              | João Cabreira                  | Portugal                       | CCL                            | a 7 segundos                   |
| 3                              | David Bernabéu                 | Espanha                        | BSP                            | a 57s                          |
| 4                              | Patrik Sinkewitz               | Alemanha                       | PSK                            | a 1m32s                        |
| 5                              | André Cardoso                  | Portugal                       | PRT                            | a 1m38s                        |
| 6                              | David Blanco                   | Espanha                        | PRT                            | a 1m47s                        |
| 7                              | Nélson Vitorino                | Portugal                       | PRT                            | a 1m49s                        |
| 8                              | Eladio Jimenez                 | Espanha                        | CCL                            | a 1m53s                        |
| 9                              | Rúben Plaza                    | Espanha                        | LSE                            | a 1m54s                        |
| 10                             | Virgilio Santos                | Portugal                       | LRM                            | a 2m06s                        |

### Etapa 8[11]
| Classificação da Etapa | Classificação da Etapa | Classificação da Etapa | Classificação da Etapa | Classificação da Etapa |
| ---------------------- | ---------------------- | ---------------------- | ---------------------- | ---------------------- |
| Pos                    | Ciclista               | País                   | Equipa                 | Tempo                  |
| 1                      | Oleg Chuzhda           | Ucrânia                | MCO                    | 4h14m11s               |
| 2                      | Hélder Oliveira        | Portugal               | BSP                    | a 49s                  |
| 3                      | Martin Hebik           | Chéquia                | PSK                    | m.t.                   |
| 4                      | Pedro Lopes            | Portugal               | CCL                    | a 51s                  |
| 5                      | Javier Ramirez         | Espanha                | ACA                    | a 2m00s                |
| 6                      | Ruben Reig             | Espanha                | MCO                    | m.t.                   |
| 7                      | Dirk Bellemakers       | Países Baixos          | LAN                    | a 2m26s                |
| 8                      | Simon Clarke           | Austrália              | ISD                    | m.t.                   |
| 9                      | Celestino Pinho        | Portugal               | LRM                    | a 2m37s                |
| 10                     | Marco Marzano          | Itália                 | LAM                    | m.t.                   |

| Classificação Geral Individual | Classificação Geral Individual | Classificação Geral Individual | Classificação Geral Individual | Classificação Geral Individual |
| ------------------------------ | ------------------------------ | ------------------------------ | ------------------------------ | ------------------------------ |
| Pos                            | Ciclista                       | País                           | Equipa                         | Tempo                          |
| 1                              | Nuno Ribeiro                   | Portugal                       | LSE                            | 36h09m47s                      |
| 2                              | João Cabreira                  | Portugal                       | CCL                            | a 7 segundos                   |
| 3                              | David Bernabéu                 | Espanha                        | BSP                            | a 57s                          |
| 4                              | Patrik Sinkewitz               | Alemanha                       | PSK                            | a 1m32s                        |
| 5                              | Oleg Chuzhda                   | Ucrânia                        | MCO                            | a 1m37s                        |
| 6                              | André Cardoso                  | Portugal                       | PRT                            | a 1m38s                        |
| 7                              | Pedro Lopes                    | Portugal                       | CCL                            | a 1m41s                        |
| 8                              | David Blanco                   | Espanha                        | PRT                            | a 1m47s                        |
| 9                              | Nélson Vitorino                | Portugal                       | PRT                            | a 1m49s                        |
| 10                             | Eladio Jimenez                 | Espanha                        | CCL                            | a 1m53s                        |

### Etapa 9[11]
| Classificação da Etapa | Classificação da Etapa | Classificação da Etapa | Classificação da Etapa | Classificação da Etapa |
| ---------------------- | ---------------------- | ---------------------- | ---------------------- | ---------------------- |
| Pos                    | Ciclista               | País                   | Equipa                 | Tempo                  |
| 1                      | Nuno Ribeiro           | Portugal               | LSE                    | 4h20m51s               |
| 2                      | David Blanco           | Espanha                | PRT                    | a 26s                  |
| 3                      | Ruben Plaza            | Espanha                | LSE                    | a 35s                  |
| 4                      | Eladio Jimenez         | Espanha                | CCL                    | a 44s                  |
| 5                      | David Bernabéu         | Espanha                | BSP                    | a 48s                  |
| 6                      | Nélson Vitorino        | Portugal               | PRT                    | a 1m17s                |
| 7                      | André Cardoso          | Portugal               | PRT                    | m.t.                   |
| 8                      | Tiago Machado          | Portugal               | MAD                    | a 1m23s                |
| 9                      | João Cabreira          | Portugal               | CCL                    | a 1m52s                |
| 10                     | Damiano Cunégo         | Itália                 | LAM                    | a 2m13s                |

| Classificação Geral Individual | Classificação Geral Individual | Classificação Geral Individual | Classificação Geral Individual | Classificação Geral Individual |
| ------------------------------ | ------------------------------ | ------------------------------ | ------------------------------ | ------------------------------ |
| Pos                            | Ciclista                       | País                           | Equipa                         | Tempo                          |
| 1                              | Nuno Ribeiro                   | Portugal                       | LSE                            | 40h30m28s                      |
| 2                              | David Bernabéu                 | Espanha                        | BSP                            | a 1m55s                        |
| 3                              | João Cabreira                  | Portugal                       | CCL                            | a 2m09s                        |
| 4                              | David Blanco                   | Espanha                        | PRT                            | a 2m17s                        |
| 5                              | Ruben Plaza                    | Espanha                        | LSE                            | a 2m35s                        |
| 6                              | Eladio Jimenez                 | Espanha                        | CCL                            | a 2m47s                        |
| 7                              | André Cardoso                  | Portugal                       | PRT                            | a 3m05s                        |
| 8                              | Nélson Vitorino                | Portugal                       | PRT                            | a 3m16s                        |
| 9                              | Tiago Machado                  | Portugal                       | MAD                            | a 3m42s                        |
| 10                             | Patrik Sinkewitz               | Alemanha                       | PSK                            | a 5m24s                        |

### Etapa 10[11]
| Classificação da Etapa | Classificação da Etapa | Classificação da Etapa | Classificação da Etapa | Classificação da Etapa |
| ---------------------- | ---------------------- | ---------------------- | ---------------------- | ---------------------- |
| Pos                    | Ciclista               | País                   | Equipa                 | Tempo                  |
| 1                      | Hector Guerra          | Espanha                | LSE                    | 38m52s                 |
| 2                      | David Blanco           | Espanha                | PRT                    | a 9s                   |
| 3                      | Ruben Plaza            | Espanha                | LSE                    | a 35s                  |
| 4                      | Eloy Teruel            | Espanha                | MCO                    | a 38s                  |
| 5                      | Tiago Machado          | Portugal               | MAD                    | a 42s                  |
| 6                      | David Bernabéu         | Alemanha               | BSP                    | a 43s                  |
| 7                      | Danilo Hondo           | Alemanha               | PSK                    | a 55s                  |
| 8                      | Alejandro Marque       | Espanha                | PRT                    | a 57s                  |
| 9                      | Nuno Ribeiro           | Portugal               | LSE                    | a 1m02s                |
| 10                     | Stanislav Kozubek      | Chéquia                | PSK                    | a 1m08s                |

| Classificação Geral Individual | Classificação Geral Individual | Classificação Geral Individual | Classificação Geral Individual | Classificação Geral Individual |
| ------------------------------ | ------------------------------ | ------------------------------ | ------------------------------ | ------------------------------ |
| Pos                            | Ciclista                       | País                           | Equipa                         | Tempo                          |
| 1                              | Nuno Ribeiro                   | Portugal                       | LSE                            | 41h10m22s                      |
| 2                              | David Blanco                   | Espanha                        | PRT                            | a 1m24s                        |
| 3                              | David Bernabéu                 | Espanha                        | BSP                            | a 1m36s                        |
| 4                              | Ruben Plaza                    | Espanha                        | LSE                            | a 2m08s                        |
| 5                              | João Cabreira                  | Portugal                       | CCL                            | a 2m53s                        |
| 6                              | Eladio Jimenez                 | Espanha                        | CCL                            | a 3m08s                        |
| 7                              | Tiago Machado                  | Portugal                       | MAD                            | a 3m22s                        |
| 8                              | Nélson Vitorino                | Portugal                       | PRT                            | a 4m20s                        |
| 9                              | André Cardoso                  | Portugal                       | PRT                            | a 5m12s                        |
| 10                             | Patrik Sinkewitz               | Alemanha                       | PSK                            | a 6m13s                        |

## Classificação Final
| Lugar | Ciclista                       | Nacionalidade | Equipa                                         | Tempo    |
| 1     | Nuno Ribeiro (desclassificado) | Portugal      | Liberty Seguros                                | 41:10:22 |
| 2     | David Blanco (vencedor)        | Espanha       | Palmeiras-Resort-Prio-Tavira                   | a 1:24   |
| 3     | David Barnabéu                 | Espanha       | Barbot-Siper                                   | a 1:36   |
| 4     | Ruben Plaza                    | Espanha       | Liberty Seguros                                | a 2:08   |
| 5     | João Cabreira                  | Portugal      | Centro de Ciclismo de Loulé-Louletano-Aquashow | a 2:53   |
| 6     | Eladio Jimenez                 | Espanha       | Centro de Ciclismo de Loulé-Louletano-Aquashow | a 3:08   |
| 7     | Tiago Machado                  | Portugal      | Madeinox-Boavista                              | a 3:22   |
| 8     | Nélson Vitorino                | Portugal      | Palmeiras-Resort-Prio-Tavira                   | a 4:20   |
| 9     | André Cardoso                  | Portugal      | Palmeiras-Resort-Prio-Tavira                   | a 5:12   |
| 10    | SINKEWITZ, Patrik Sinkewitz    | Alemanha      | PSK Whirlpool-Author                           | a 6:13   |

## Outras Classificações

### Classificação por Pontos
| Lugar | Ciclista                       | Nacionalidade | Equipa                  | Pontos |
| 1     | Cândido Barbosa                | Portugal      | Palmeiras Resort-Tavira | 81     |
| 2     | Banilo Hondo                   | Alemanha      | PSK Whirlpool-Author    | 77     |
| 3     | Ruben Plaza                    | Espanha       | Liberty Seguros         | 63     |
| 4     | David Blanco                   | Espanha       | Palmeiras Resort-Tavira | 62     |
| 5     | Nuno Ribeiro (desclassificado) | Portugal      | Liberty Seguros         | 60     |

### Classificação da Montanha
| Lugar | Ciclista                       | Nacionalidade    | Equipa                       | Pontos |
| 1     | Nuno Ribeiro (desclassificado) | Predefinição:POP | Liberty Seguros              | 41     |
| 2     | Sérgio Sousa (vencedor)        | Portugal         | Madeinox-Boavista            | 37     |
| 3     | Constantino Zabala             | Espanha          | LA Alumínios-Rota dos Móveis | 35     |
| 4     | Heldér Oliveira                | Portugal         | Barbot-Siper                 | 33     |
| 5     | Oleg Chuzhda                   | Ucrânia          | Contentpolis-Ampo            | 29     |

### Classificação da Juventude
Nota: A classificação da juventude é feita a partir da classificação geral, entrando na classificação da juventude os ciclistas até 23 anos. Assim, o primeiro corredor da classificação geral individual que tenha até 23 anos é o primeiro da classificação da juventude, o segundo corredor da classificação geral individual que tenha até 23 anos é o segundo da classificação da juventude, e assim por diante.
| Lugar | Ciclista          | Nacionalidade | Equipa            |
| 1     | Tiago machado     | Portugal      | Madeinox-Boavista |
| 2     | Nélson Rocha      | Portugal      | Madeinox-Boavista |
| 3     | Oleg Chuzhda      | Ucrânia       | Contentpolis-Ampo |
| 4     | Vitor Rodrigues   | Portugal      | Liberty Seguros   |
| 5     | Cristiano Salerno | Itália        | LPR Brakes        |

### Classificação Geral por equipas[11]
| Lugar | Equipa                       | Nacionalidade | Tempo        |
| 1     | Palmeiras Resort-Tavira      | Portugal      | 123h36m04s   |
| 2     | Liberty Seguros              | Portugal      | a 123h38m35s |
| 3     | Barbot-Siper                 | Portugal      | a 123h46m20s |
| 4     | CC Loulé-Louletano-Aquashow  | Portugal      | a 123h50m03s |
| 5     | LA Alumínios-Rota dos Móveis | Portugal      | a 124h00m49s |